# Rose Barni
Rose Barni es un negocio familiar de horticultura italiano fundado en 1882. La dedicación del vivero a las rosas desde 1935.
Controla varias sociedades hortícolas responsables de la hibridación, la selección, el cultivo, la venta y la protección de las especies desarrolladas o seleccionadas entre las especies del grupo.

## Historia
La empresa familiar tiene su comenzó de actividad en 1882, cuando Vittorio Tommaso Barni comenzó a cultivar y vender verduras, vides y plantas de arces, usadas como soportes en los viñedos, así como el cultivo de árboles frutales, usados en los jardines florentinos más importantes y más ricos.
En 1935, las sanciones contra Italia prohibieron las importaciones de vegetales procedentes de Bélgica y Francia, los países productores tradicionales: entonces, Pietro y su hijo Vittorio se dedicaron a cultivar rosas, que se convirtió gradualmente en la principal producción, por lo que deben integrarse en el estilo de la firma, desde hace mucho tiempo conocida como "Rose Barni".
Impulsado por una gran afición al cultivo de las rosas, una planta de rápido crecimiento que podría aumentar los ingresos del vivero después de la Primera Guerra Mundial, Vittorio Barni amplió sus conocimientos en el campo y se hizo amigo de Domenico Aicardi, gran investigador y criador de Sanremo. Así mismo la familia Meilland de Francia comenzó a establecer un programa de cría de nuevas rosas. En un encuentro entre Francis Meilland y Vittorio Barni en 1939, nació la "Universal Rose Selection", una organización con el objetivo de difundir el interés por las rosas en todo el mundo.
La Segunda Guerra Mundial impidió al principio cualquier tipo de contactos, pero incluso durante las hostilidades, Vittorio Barni se las arregló para conseguir a través de un teniente del ejército un suministro del primer catálogo de colores, que tuvo un gran éxito en el final de la guerra. 
A lo largo de las próximas dos décadas, las rosas de Vittorio Barni obtuvieron un gran éxito y el vivero fue ampliado, la compra de tierras en la provincia de Imperia, Pisa y Grosseto. El crecimiento y la venta de flores cortadas, posteriormente abandonadas por la gran competencia de los países emergentes.
En 1954 el vivero se expandió más en Pistoia y se convirtió en la sede actual. A finales de los años sesenta, en Barni comenzaron a llevar a cabo su propia investigación, y el desarrollo de un programa cada vez más intenso de hibridación y ser capaz de lograr prestigiosos premios en los ensayos nacionales e internacionales más importantes para Rosas Nuevas. 
En la actualidad, la familia continúa con la tradición, haciendo coincidir juntos gran experiencia con técnicas innovadoras y de alta especialización. Después de la muerte de Vittorio Barni, sus dos hijos Pietro y Enrico colaboran en la gestión de la empresa. A finales de los años 90, sus propios hijos se unieron a la compañía. Así Vittorio colabora con su padre en la gestión de los clientes, mientras que Beatrice se dedica al programa de investigación y cultivo para la obtención de nuevas variedades.

## Algunas creaciones de Barni
Algunas de sus creaciones 'Antico Amore' 1988, 'Bella di Todi' 2000, 'Roberto Capucci' 2001, 'Silvina Donvito' 2003, 'Anna Fendi' 2004, 'Occhi di Fata' 2005, 'Etrusca' 2006.

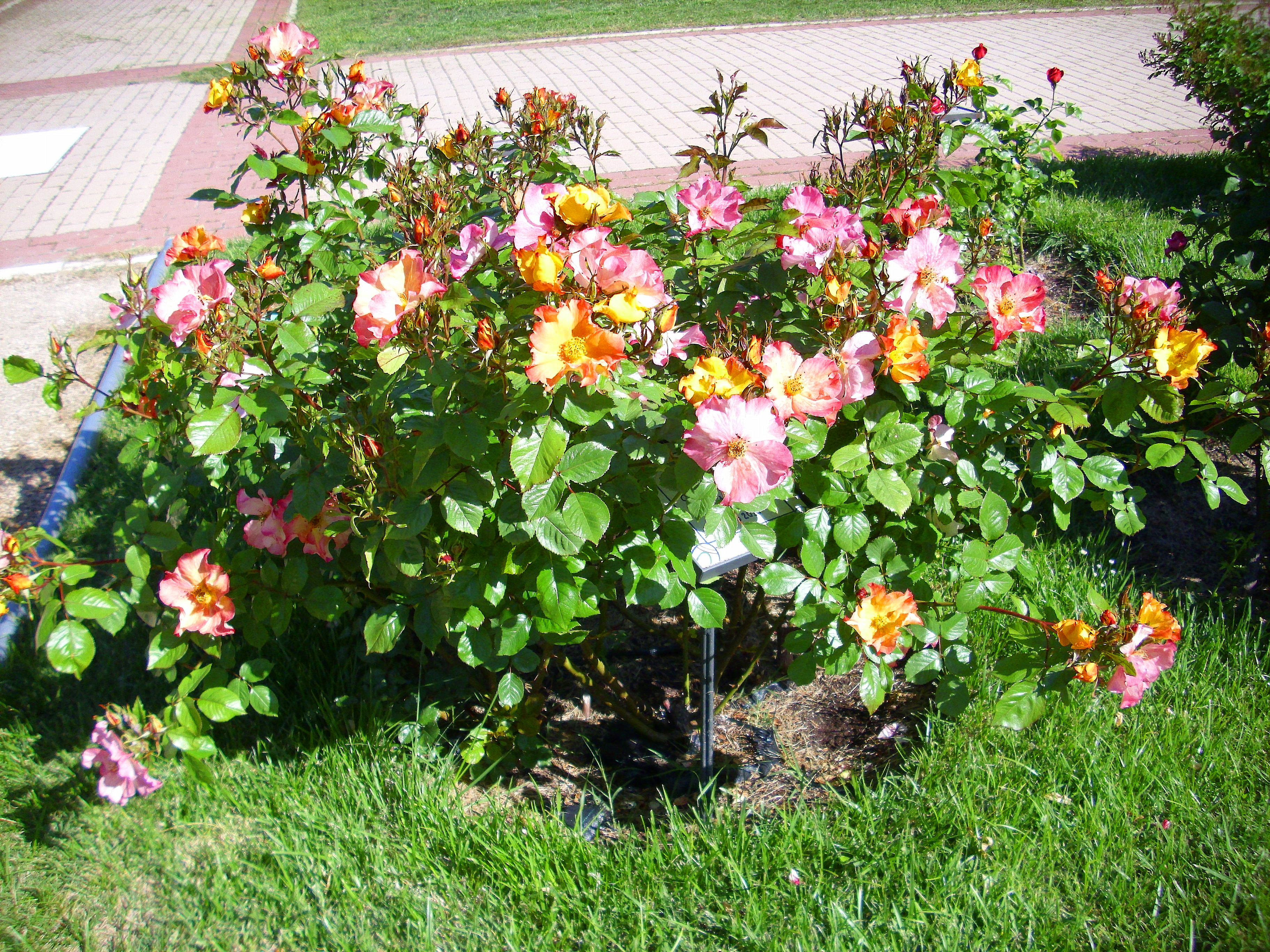
'BAR 6953' Barni 2010.